# Pilherodius
Pilherodius is een geslacht van vogels uit de familie van de reigers (Ardeidae).

## Soorten
Het geslacht kent de volgende soort:
- Pilherodius pileatus – Kapreiger